# Premio de la Paz del Comercio Librero Alemán

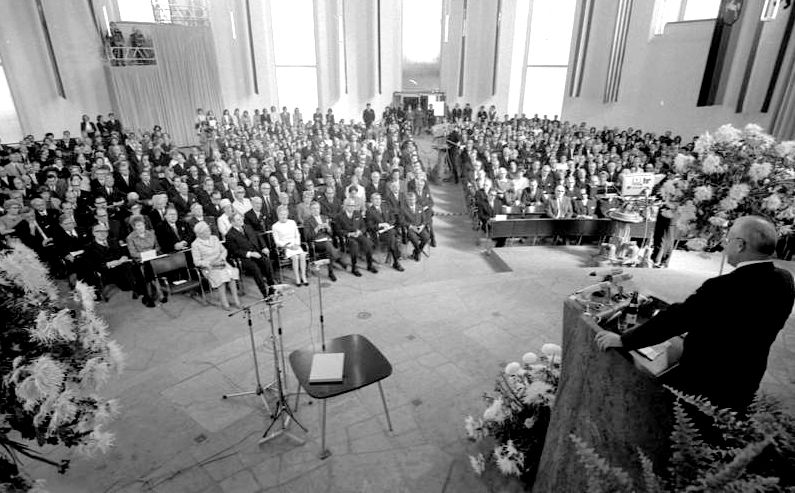
Ceremonia de entrega del premio a Gunnar y Alva Myrdal (1970)

El Premio de la Paz del Comercio Librero Alemán (en alemán Friedenspreis des Deutschen Buchhandels) es un premio de la paz internacional. Se concede anualmente en la Paulskirche «a una personalidad que haya aportado en medida destacada a la realización de la idea de la paz, principalmente a través de su actividad en las áreas de literatura, ciencias y arte.» Está dotado con 25 000 €. La ceremonia de entrega se realiza en el contexto de la Feria del Libro de Fráncfort, la mayor feria del libro del mundo y concita notable interés de la prensa internacional.

## Lista de premiados

### 1950-1959
- 1950 -  Max Tau
- 1951 -  Albert Schweitzer
- 1952 -  Romano Guardini
- 1953 -  Martin Buber
- 1954 -  Carl Jacob Burckhardt
- 1955 -  Hermann Hesse
- 1956 -  Reinhold Schneider
- 1957 -  Thornton Wilder
- 1958 -  Karl Jaspers
- 1959 -  Theodor Heuss

### 1960-1969
- 1960 -  Victor Gollancz
- 1961 -  Sarvepalli Radhakrishnan
- 1962 -  Paul Tillich
- 1963 -  Carl Friedrich von Weizsäcker
- 1964 -  Gabriel Marcel
- 1965 -  Nelly Sachs
- 1966 -  Augustin Bea y   W. A. Visser 't Hooft (juntos)
- 1967 -  Ernst Bloch
- 1968 -  Léopold Sédar Senghor
- 1969 -  Alexander Mitscherlich

### 1970-1979
- 1970 -  Alva Myrdal y Gunnar Myrdal (juntos)
- 1971 -  Marion Gräfin Dönhoff
- 1972 -  Janusz Korczak (póstumo)
- 1973 - Club de Roma
- 1974 -  Frère Roger, prior de la Comunidad de Taizé
- 1975 -  Alfred Grosser
- 1976 -  Max Frisch
- 1977 -  Leszek Kolakowski
- 1978 -  Astrid Lindgren
- 1979 -  Yehudi Menuhin

### 1980-1989
- 1980 -  Ernesto Cardenal
- 1981 -  Lev Kópelev
- 1982 -  George F. Kennan
- 1983 -  Manès Sperber
- 1984 -  Octavio Paz
- 1985 -  Teddy Kollek
- 1986 -  Władysław Bartoszewski
- 1987 -  Hans Jonas
- 1988 -  Siegfried Lenz
- 1989 -  Václav Havel

### 1990-1999
- 1990 -  Karl Dedecius
- 1991 -  György Konrád
- 1992 -  Amos Oz
- 1993 -  Friedrich Schorlemmer
- 1994 -  Jorge Semprún
- 1995 -  Annemarie Schimmel
- 1996 -  Mario Vargas Llosa
- 1997 -  Yaşar Kemal
- 1998 -  Martin Walser
- 1999 -  Fritz Stern

### 2000-2009
- 2000 -  Assia Djebar
- 2001 -  Jürgen Habermas
- 2002 -  Chinua Achebe
- 2003 -  Susan Sontag
- 2004 -  Péter Esterházy
- 2005 -  Orhan Pamuk
- 2006 -  Wolf Lepenies
- 2007 -  Saul Friedländer
- 2008 -  Anselm Kiefer
- 2009 -  Claudio Magris

### 2010-2019
- 2010 -  David Grossman
- 2011 -  Boualem Sansal
- 2012 -  Liao Yiwu
- 2013 -  Svetlana Aleksiévich
- 2014 -  Jaron Lanier
- 2015 -  Navid Kermani
- 2016 -  Carolin Emcke
- 2017 -  Margaret Atwood
- 2018 -  Aleida y Jan Assmann
- 2019 -  Sebastião Salgado

### 2020-2029
- 2020 -  Amartya Sen
- 2021 -  Tsitsi Dangarembga
- 2022 -  Serhiy Zhadan
- 2024 –  Anne Applebaum  Irina Scherbakowa
- 2023 –  Salman Rushdie  Daniel Kehlmann
- 2025 -  Karl Schlögel